# Campanula shetleri
Campanula shetleri là loài thực vật có hoa trong họ Hoa chuông. Loài này được Heckard mô tả khoa học đầu tiên năm 1970.